# Judite de Öhningen
Judite de Öhningen (em alemão: Judith von Öhningen) foi uma nobre germânica do século XI. Era filha de Cuno de Öhningen, que é comumente associado ao duque Conrado I (r. 983–997), e sua esposa Riquelinda, que pode ser filha de Liudolfo e neta do imperador do Otão I (r. 962–973). Em data incerta se casou com o conde Adalberto II com quem gerou Gerardo IV. O marquês Folmar III, filho de Godofredo, desposou Judite, quiçá associável à abadesa Uda de Buzonvila, e que pode ser filha do casal.
No início dos anos 1030, foi encarregada com a missão de erigir o Mosteiro de Buzonvila enquanto seu marido saiu em peregrinação à Igreja do Santo Sepulcro, em Jerusalém, onde recebeu do patriarca Nicéforo I (r. 1020–1048) um grande pedaço da Vera Cruz, que foi instalado no novo edifício em consagração em 1032. Ela foi sepultada junto do marido em Buzonvila ao falecerem.